# テスコム
テスコム電機株式会社（英:Tescom Denki Co., Ltd.）は、東京都千代田区に本社を置く、日本の中堅家電メーカーである。
業務用理美容機器を「Nobby」ブランドで展開している。美容室におけるヘアドライヤーのシェアは約6割を占める。

## 沿革
- 1965年（昭和40年）～1970年（昭和45年） - 楠野幹夫により東京電販として創業。その後東京電販株式会社を設立。
- 1970年（昭和45年）～1975年（昭和50年） - 製造部門を分社化しテスコム電機株式会社を、輸出部門を分社化しテスコム産業株式会社を設立。また東京電販からテスコムへ商号変更。
- 1990年（平成2年）～2000年（平成12年） - 中国深圳において、ヘアドライヤーの本格的な製造を開始。 現地法人として達仕高香港有限公司を設立。
- 2005年（平成17年）～ - 情報システム部門を分社化し、テスコムリンク株式会社を設立。[2]
- 2023年（令和5年）5月29日 - エレコムがテスコム電機の株式を保有する株式会社ティーエスシーから株式譲渡を受け、テスコム電機はエレコムのグループ会社となることが発表された[3]。「テスコム」ブランドの使用は継続する。
- 2024年（令和6年）2月19日 - 株式会社テスコムが、親会社であるテスコム電機株式会社を存続会社として同社と合併。株式会社テスコムは解散。[4]

## 社名
音響機器メーカーのティアックが展開する業務用機器ブランドTASCAMと名前が似ており間違われることが多いが、両者間には一切の資本関係はない。
ツイッター上でTASCAMの音響機器の購入を検討していたユーザーがTESCOMと言い間違えたことをきっかけに、ドライヤーの音を収録するニコ生の企画でTASCAMと共演した。
これにより企業間の交流が始まったという。